# Церковь Святого Франциска Ассизского (Аден)
Церковь Святого Франциска Ассизского в Адене или Старый кафедральный собор Святого Франциска Ассизского, или просто Церковь Святого Франциска в Адене, — религиозное здание (храм) в городе Аден, Йемен, которое являлось в своё время филиалом католической церкви.

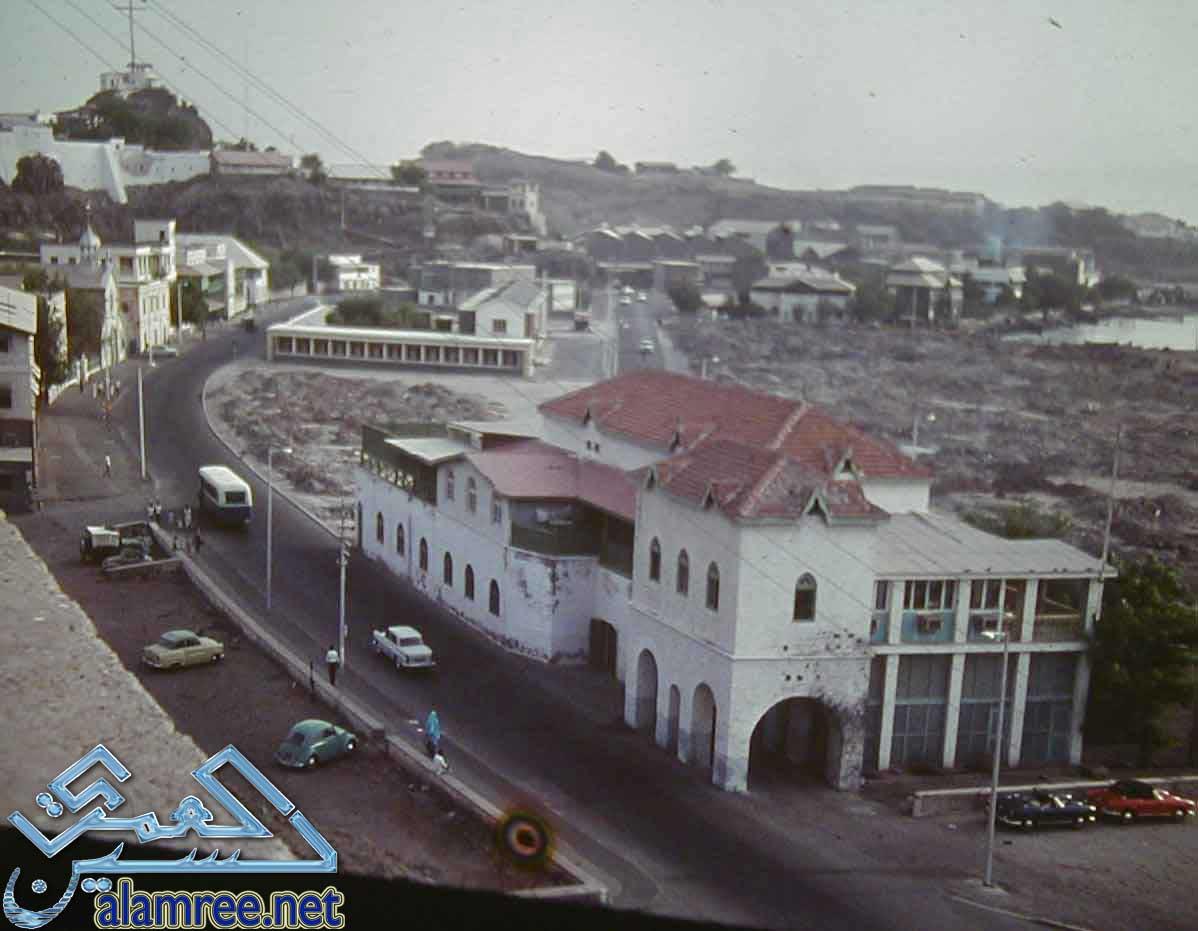
Steamer Point в 1963 году. Слева церковь Святого Франциска.

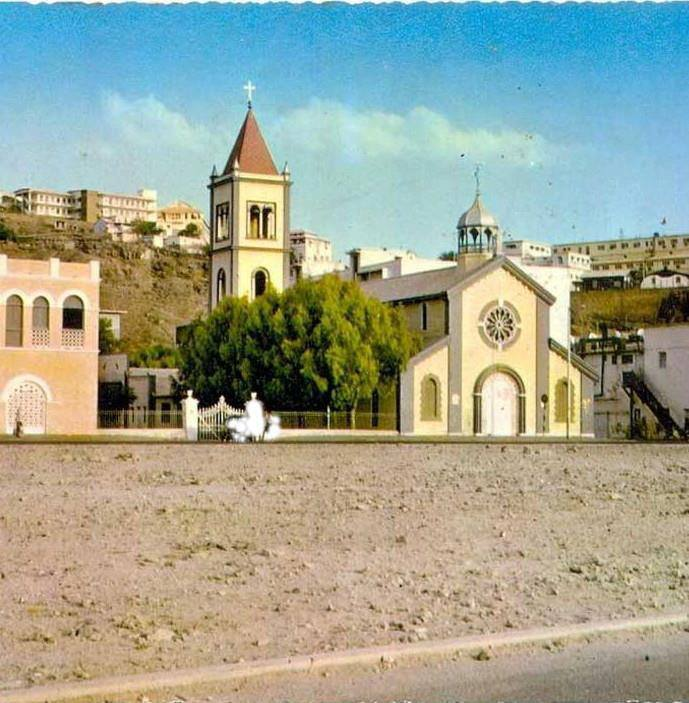
Церковь Святого Франциска в Адене. Эта фотография сделана до 1967 года.

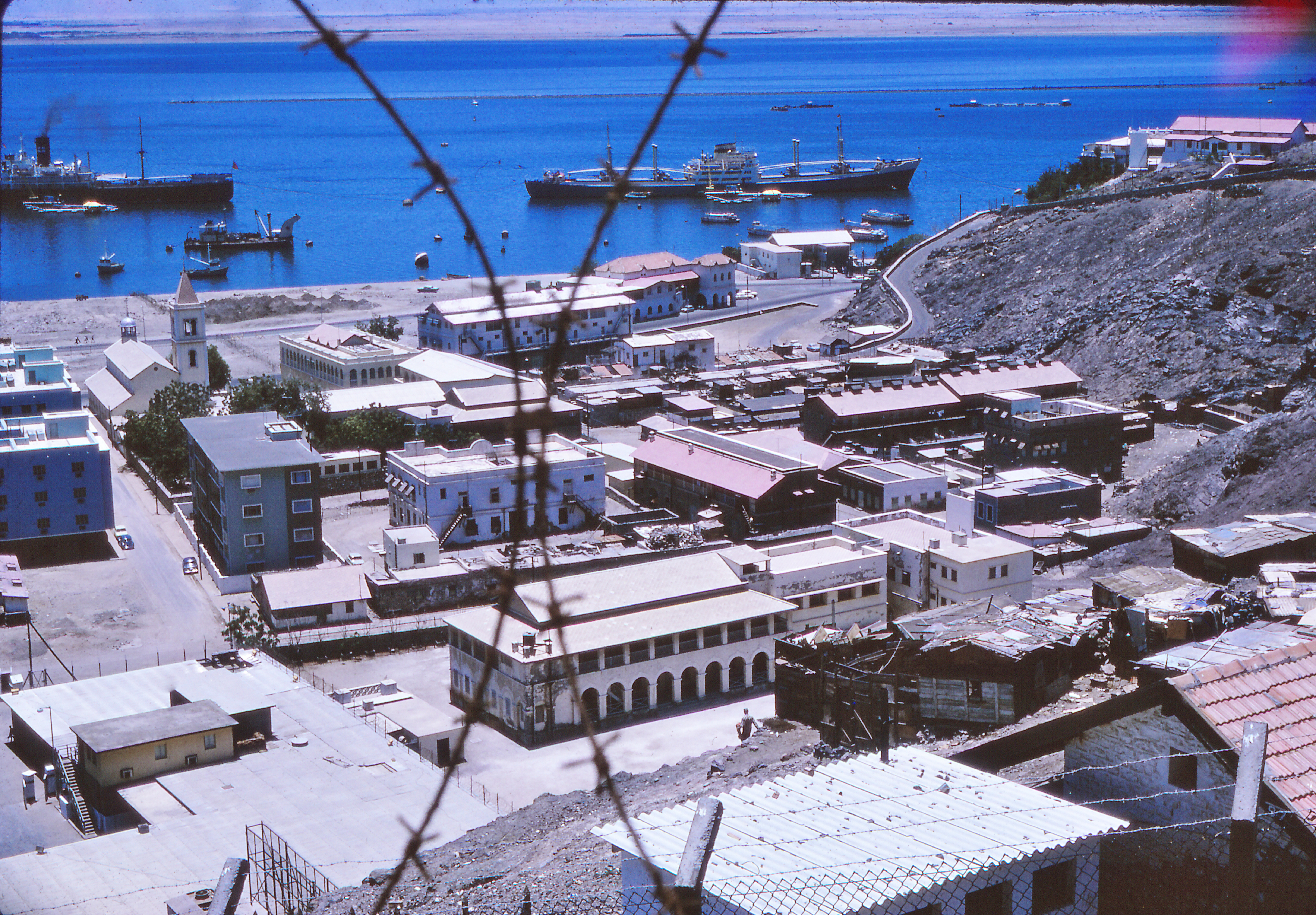
Церковь Святого Франциска расположена напротив Стиимер Поинт. Аден, 1967 год.

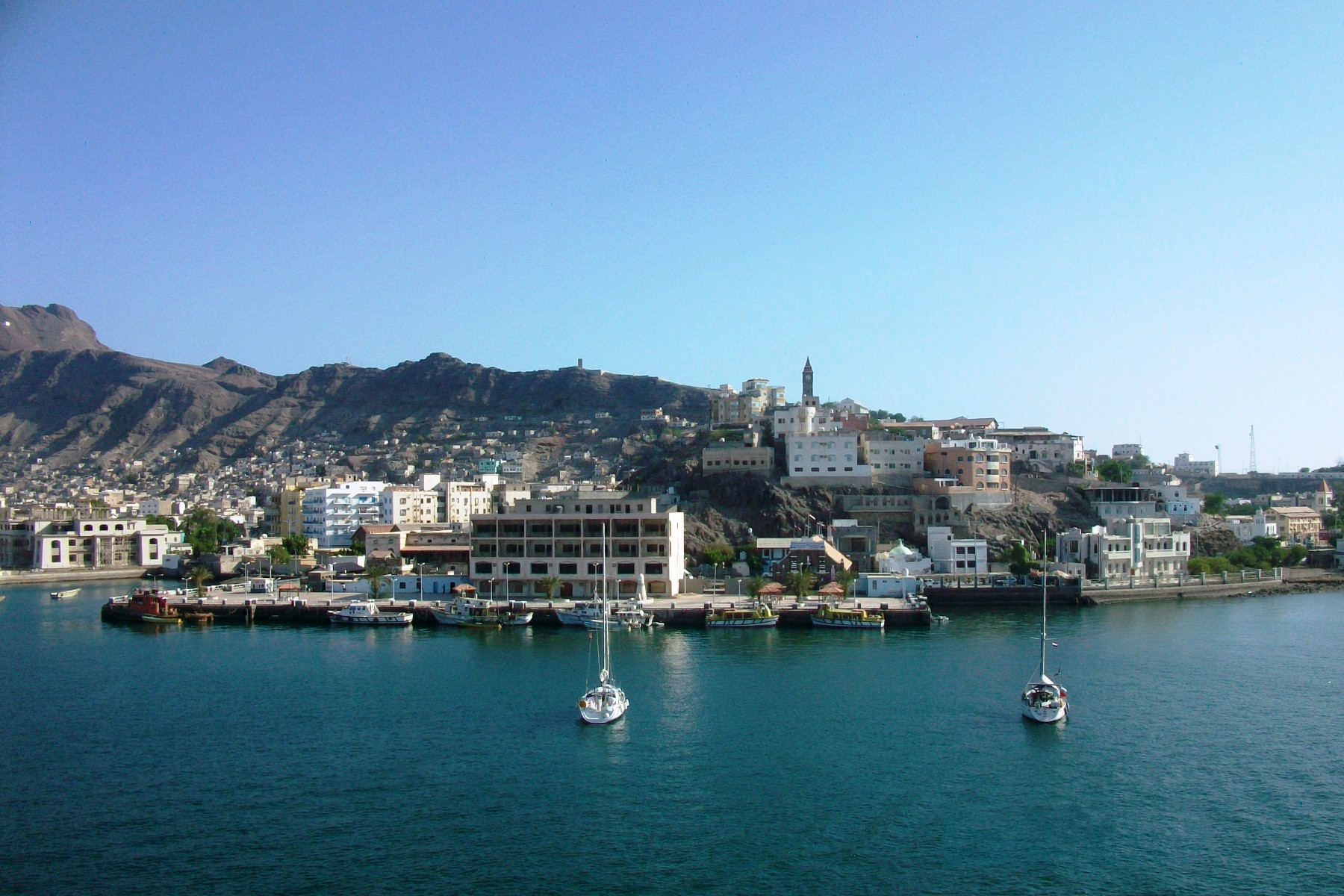
Вид на район Тувахи, включая Стиимер Поинт, в 2010 году. Церковь Святого Франциска справа, на краю фотографии.

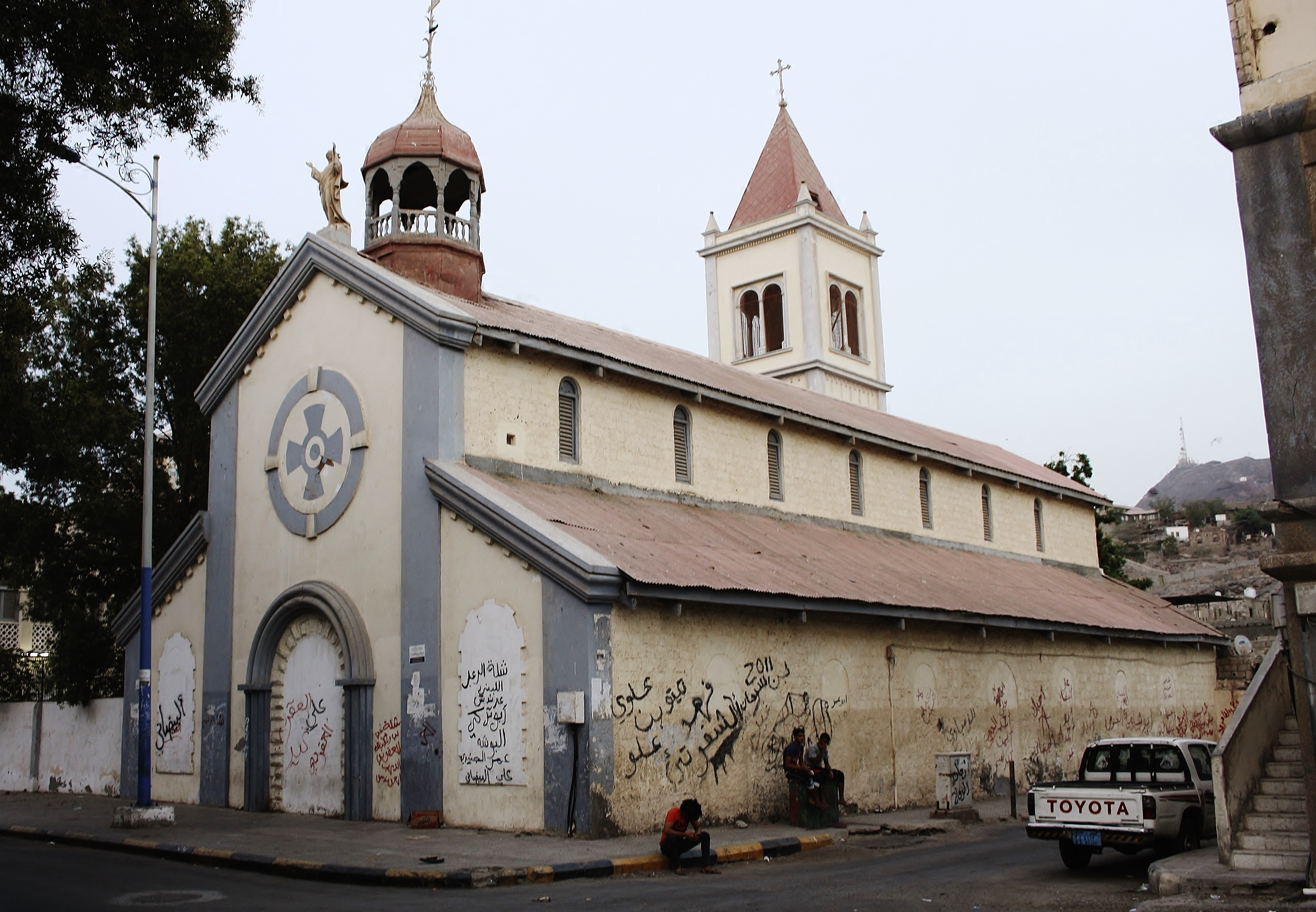
Церковь Св. Франциска в 2013 году. Школа Святого Антония, только для мальчиков, находится рядом с этой церковью (там где деревья), но отделена стеной.

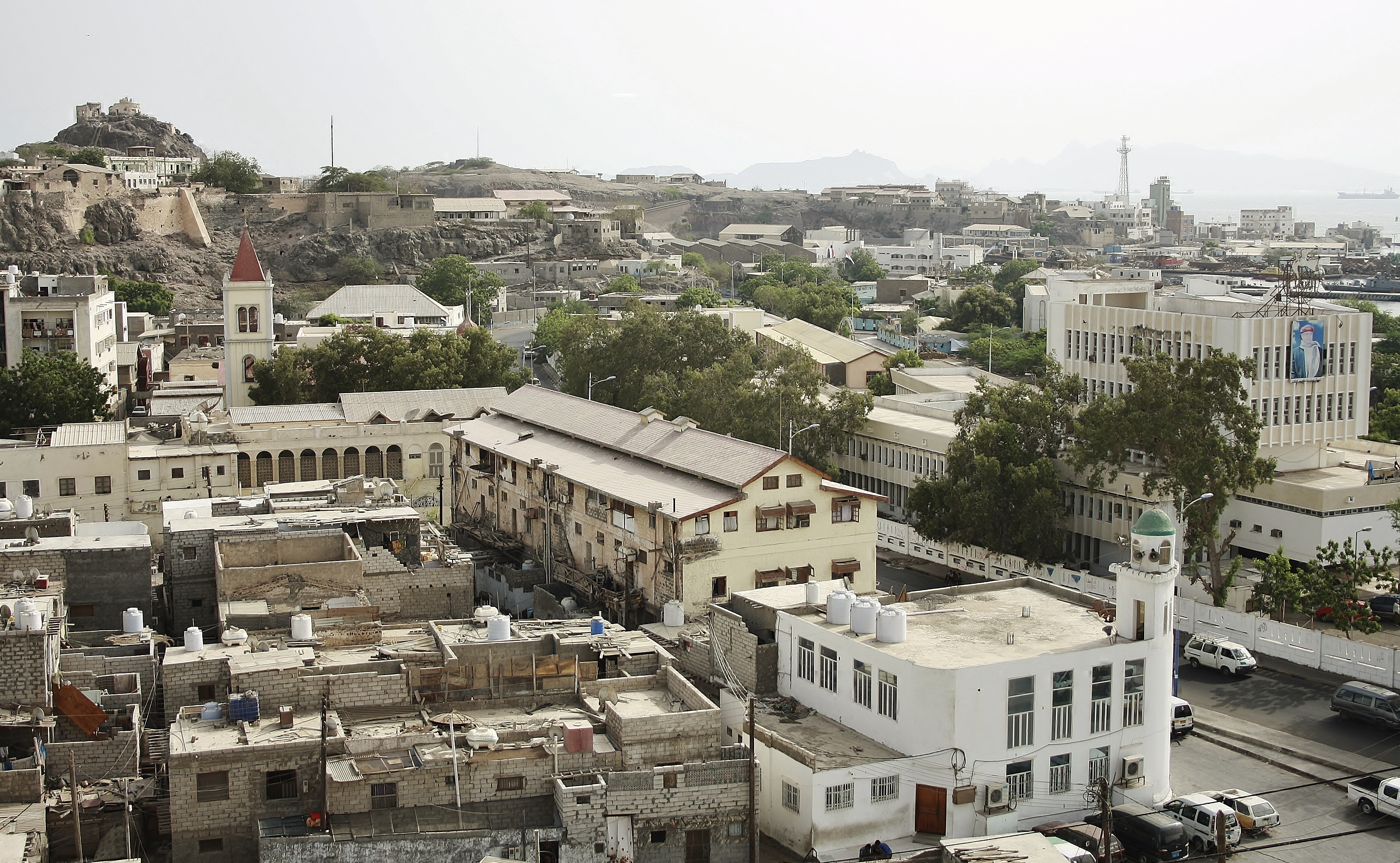
Церковь Св. Франциска и школа Святого Антония в 2013 году. Море отодвинулось и находится дальше от церкви, чем в 1967 году.

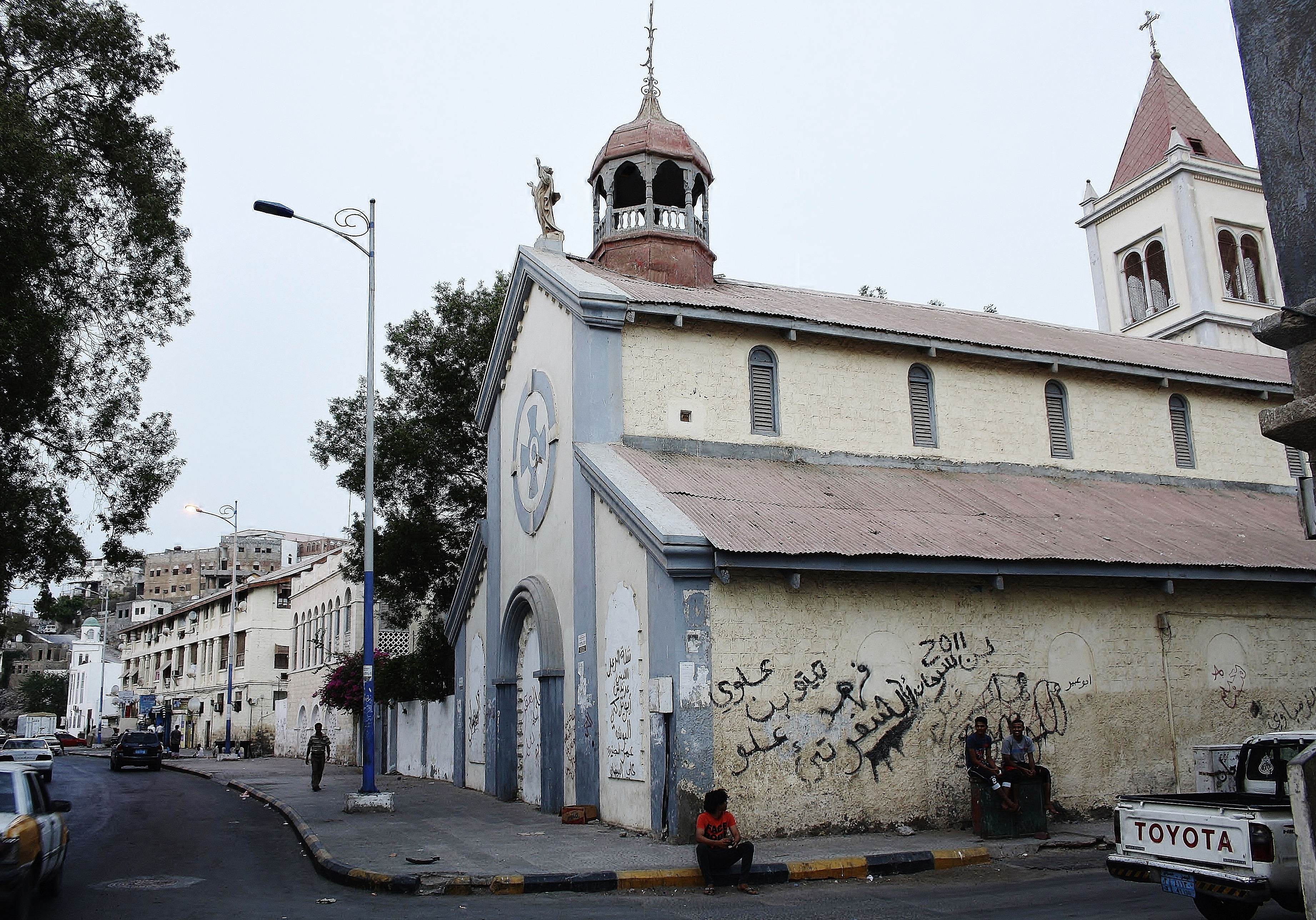
Католическая церковь Святого Франциска. Статуя Христа все ещё на месте! 2013 год.

В квартале Эт-Тавахи города Аден для прихожан были открыты две церкви во время правления Великобритании в этом регионе: Св. Антония и Св. Франциска, построенные в 1839 и 1863 годах соответственно. Также были открыты церкви Св. Иосифа и Св. Марии в квартале Кратер, построенные в 1852 и 1871 гг.
4 мая 1888 года Святой Престол преобразовал апостольскую префектуру Римско-Католической Церкви в апостольский викариат Адена. В 1889 году апостольский викариат Адена был переименован в апостольский викариат Аравии, чья территория охватывала весь Аравийский полуостров.
Храм Святого Франциска Ассизского был собором Апостольского викария Южной Аравии (или викариата Папы в Адене) между 1892 и 1974 годами.
29 июня 1953 года апостольский викариат Аравии передал часть своей территории (Северная Аравия) для новой апостольской префектуры Кувейта (сегодня — Апостольский викариат Северной Аравии).
Затем, с 1974 года, резиденция викариата была перенесена из Адена в Собор Святого Иосифа в Абу-Даби, Объединенные Арабские Эмираты. В настоящее время только этот храм имеет статус приходской церкви, структура которой до сих пор осталась, но значительно ухудшилась.
Статуя Христа, благословляющего море, была атакована несколько раз, — в неё бросали камни и стреляли. Но она до сих пор на месте. Пока продолжалось британское правление в этом регионе, рядом с церковью работала школа только для мальчиков (школа Святого Антония). Когда британцы ушли из Адена, йеменское правительство экспроприировало школу и построило стену между храмом и школой.